# فلوس

سکه پشیز از دوران ساسانیان؛ بر روی آن تصویر هرمز دوم ساسانی به چشم می‌خورد.

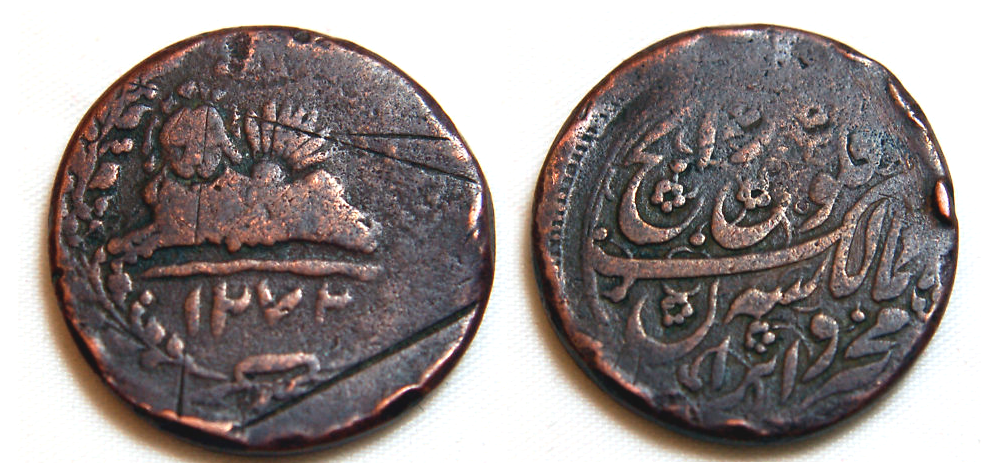
سکه پاپاسی از دوران قاجار؛ بر روی آن نشان شیر و خورشید و بر پشت آن عنوان «فلوس» و نام ایران بچشم می‌خورد.

فلوس، فالیس (بیزانسی) یا فلس (عربی)؛ سکهٔ مسین که نخستین بار در زمان دیوکلسین امپراتوری روم شرقی یا بیزانس (۵۰۰ پس از میلاد) ضرب شد. در فارسی به سکهٔ فلس، «پشیز»، «قاز»، «پاپاسی» یا «پول سیاه» هم می‌گفتند چون این سکه‌های مسی پس از مدتی سیاه می‌شد و در مقابل، عنوان پول سفید برای درهم که جنس آن از نقره بود؛ بکار می‌رفت.
فلوس هنوز در بسیاری از کشورها به عنوان یکای پول جزء به کار می‌رود. در بحرین، عراق، اردن، کویت و یمن هر صد فلوس یک دینار است و در امارات متحدهٔ عربی یکای جزء درهم، فلوس است که هر صد تای آن یک درهم می‌شود. همین‌طور در کشورهای دیگر مانند مقدونیه و مراکش هم رواج دارد.